# Grabhügel bei Preetz

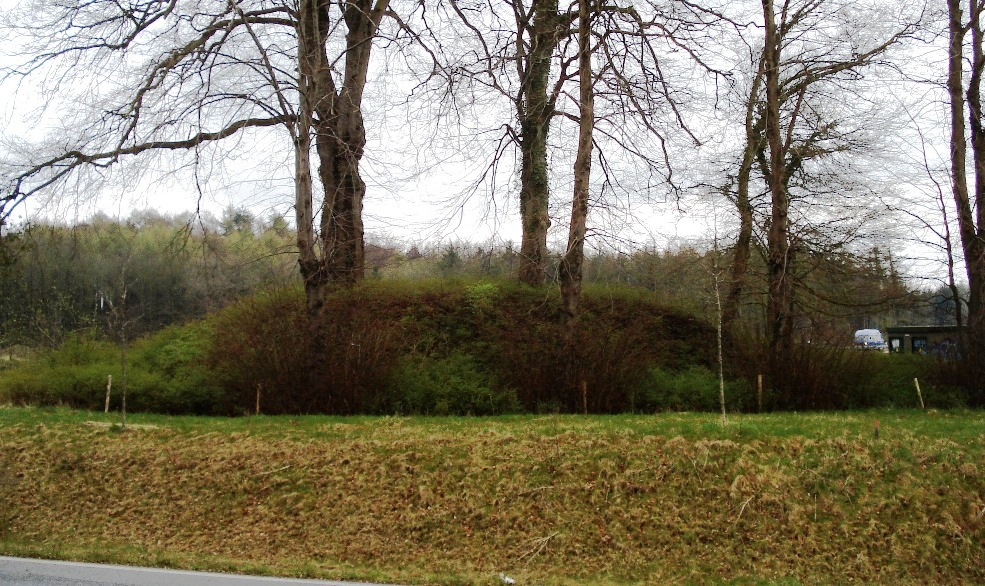
Grabhügel – südwestlich der B 76

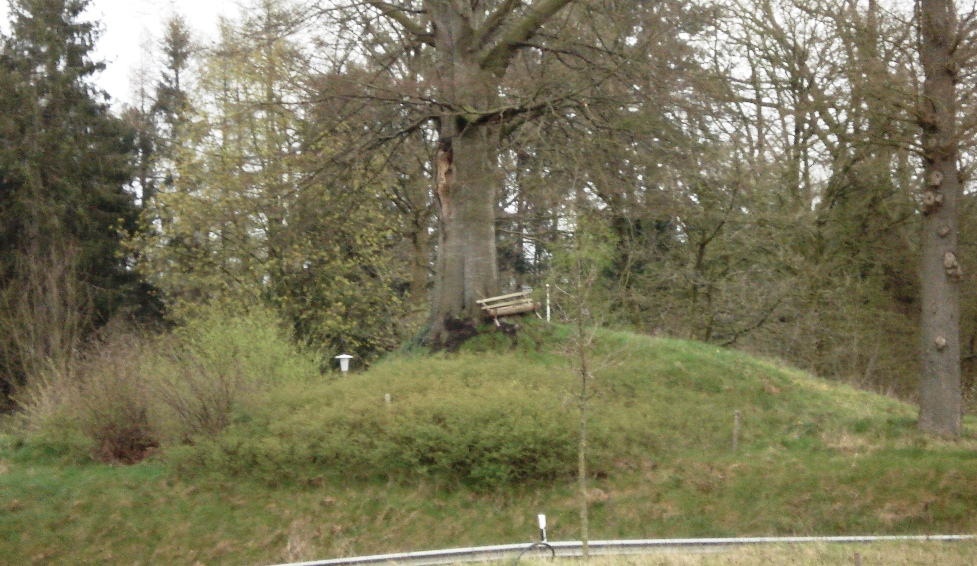
Grabhügel – nordöstlich der B 76

Die Grabhügel bei Preetz sind drei nur wenige Meter voneinander entfernte Grabhügel die von der vorgeschichtlichen Besiedlung der Region bei Preetz im Kreis Plön in Schleswig-Holstein zeugen.
Zwei der Hügel befinden sich südwestlich und nordöstlich direkt neben der B 76 – an der Ortsumgehung Preetz. Ein weiterer Grabhügel befindet sich etwas weiter nordwestlich in einem Waldstück.
Alle drei Grabhügel stehen als Bodendenkmal unter Denkmalschutz.